# Julia Skugge
Julia Skugge, född 14 mars 1988, är en svensk friidrottare (kortdistanslöpning). 
Julia Skugge tävlade 2007 på 100 meter vid junior-EM i Hengelo i Nederländerna. Hon tog sig vidare från försöken med 11,97 men slogs sedan ut i semifinal med tiden 11,93. Hon deltog också, tillsammans med Linnéa Collin, Isabelle Eurenius och Maria Gustafsson, i det svenska korta stafettlaget som kom sexa.
Vid U23-EM i Kaunas, Litauen år 2009 sprang Julia Skugge 100 meter men slogs ut i försöken med tiden 12,23.
Skugge sprang 2012 vid EM i Helsingfors stafett 4x100 meter tillsammans med Erica Jarder, Freja Jernstig och Lena Berntsson, men laget blev diskvalificerat i försöken.

## Personliga rekord
| Utomhus - 100 meter – 11,63 (Sundsvall 17 juni 2012) - 100 meter – 11,80 (Hallsberg 14 juni 2009) | Inomhus - 60 meter – 7,45 (Göteborg 14 februari 2009) |